# Nicolae Dică
Nicolae Constantin Dică (ur. 9 maja 1980 w Pitești) – rumuński piłkarz, wystąpujący na pozycji ofensywnego pomocnika lub napastnika, trener.

## Kariera klubowa
Piłkarską karierę Dică rozpoczął w drużynie w rodzinnym mieście Pitești, w drużynie Dacia Pitești. Już w 1998 roku w wieku 18 lat zadebiutował w drugiej lidze rumuńskiej i w ataku Dacii grał tam przez dwa sezony do lata 2000. W tym okresie zdobył 19 goli, w tym 14 w sezonie 1999/2000, czym wzbudził zainteresowanie szefów lokalnego rywala, Argeș Pitești. Dlatego też latem 2000 przeszedł do tego klubu. W pierwszej lidze Nicolae swój pierwszy mecz rozegrał 12 sierpnia, a Argeș pokonało 2:1 Gaz Metan Mediaș. Na koniec sezonu zajął wysokie 5. miejsce w lidze. W sezonie 2001/2002 został mianowany kapitanem zespołu, zastępując Adriana Mutu, który odszedł do Dinama Bukareszt. W kolejnych sezonach był najlepszym strzelcem Argeș i przez 3,5 roku wystąpił 89 razy oraz strzelił 34 gole.
W grudniu 2003 Dică przeszedł do Steauy Bukareszt, a szefostwo klubu zapłaciło za niego 250 tysięcy euro. W zespole Steauy na samym początku wywalczył sobie miejsce w podstawowym składzie. W 2004 roku swoimi 9 golami przyczynił się do wicemistrzostwa kraju. Wystąpił też w fazie grupowej Pucharu UEFA, a ze Steauą doszedł do 1/8 finału. W sezonie 2004/2005 zdobył 11 goli w Divizii A i po raz pierwszy w karierze został mistrzem Rumunii. W Pucharze UEFA doszedł ze Steauą aż do półfinału, jednak Rumunii okazali się w nim gorsi od angielskiego Middlesbrough (1:0, 2:4). Sam Nicolae zaliczył 6 trafień w tych rozgrywkach. W sezonie 2005/2006 strzelił 15 bramek, najwięcej w drużynie, która obroniła tytuł mistrzowski sprzed roku. Natomiast w 2007 roku Dică został wicemistrzem. W sezonie 2006/2007 w rozgrywkach Ligi Mistrzów zdobył 4 gole w meczach przeciwko Realowi Madryt, Dynamu Kijów (3) i Olympique Lyon (1).
28 czerwca 2008 roku Dică za 2 miliony euro trafił do włoskiej Catanii. Z nowym klubem podpisał 4-letni kontrakt. W debiutanckim sezonie zagrał tylko w 3 meczach Serie A, w których nie strzelił żadnej bramki. Rozgrywki 2008/2009 piłkarz spędził na wypożyczeniu, najpierw w greckim Iraklisie, a następnie w rumuńskim CFR Kluż. Latem 2010 roku Dică również na zasadzie wypożyczenia przeniósł się do tureckiego Manisasporu. Zimą 2011 roku został natomiast graczem Steauy, a latem 2011 - CS Mioveni. W latach 2012–2014 grał w Viitorulu Konstanca, w którym zakończył karierę.
| Sezon   | Klub               | Kraj    | Rozgrywki   | Mecze | Bramki |
| ------- | ------------------ | ------- | ----------- | ----- | ------ |
| 1998/99 | Dacia Pitești      | Rumunia | Divizia B   | 17    | 5      |
| 1999/00 | Dacia Pitești      | Rumunia | Divizia B   | 33    | 14     |
| 2000/01 | Argeș Pitești      | Rumunia | Divizia A   | 19    | 4      |
| 2001/02 | Argeș Pitești      | Rumunia | Divizia A   | 27    | 11     |
| 2002/03 | Argeș Pitești      | Rumunia | Divizia A   | 28    | 10     |
| 2003/04 | Argeș Pitești      | Rumunia | Divizia A   | 14    | 9      |
| 2003/04 | Steaua Bukareszt   | Rumunia | Divizia A   | 14    | 9      |
| 2004/05 | Steaua Bukareszt   | Rumunia | Divizia A   | 29    | 11     |
| 2005/06 | Steaua Bukareszt   | Rumunia | Divizia A   | 29    | 15     |
| 2006/07 | Steaua Bukareszt   | Rumunia | Divizia A   | 23    | 10     |
| 2007/08 | Steaua Bukareszt   | Rumunia | Divizia A   | 27    | 9      |
| 2008/09 | Calcio Catania     | Włochy  | Serie A     | 3     | 0      |
| 2009/10 | Iraklis            | Grecja  | Superleague | 13    | 3      |
| 2009/10 | CFR Kluż           | Rumunia | Liga I      | 13    | 0      |
| 2010/11 | Manisaspor         | Turcja  | Süper Lig   | 5     | 0      |
| 2010/11 | Steaua Bukareszt   | Rumunia | Divizia A   | 11    | 4      |
| 2011/12 | CS Mioveni         | Rumunia | Divizia A   | 15    | 1      |
| 2011/12 | Viitorul Konstanca | Rumunia | Divizia B   | 13    | 6      |
| 2012/13 | Viitorul Konstanca | Rumunia | Liga I      | 26    | 10     |
| 2013/14 | Viitorul Konstanca | Rumunia | Liga I      | 29    | 3      |

## Kariera reprezentacyjna
W reprezentacji Rumunii Dică zadebiutował 11 października 2003 roku w zremisowanym 1:1 towarzyskim meczu z Japonią. W eliminacjach do Euro 2008 był podstawowym zawodnikiem Rumunii i zdobył 4 gole: w wyjazdowym meczu z Albanią (2:0), wyjazdowym z Białorusią (3:1) oraz dwa w domowym z Albanią (6:1).

## Kariera trenerska
W 2022 był trenerem FCSB, a w 2023 CS Mioveni.